# قرن حليه
قرن حليه قرية سورية تتبع ناحية عين الشرقية في منطقة جبلة في محافظة اللاذقية. بلغ عدد سكانها 1,053 نسمة في عام 2004 حسب إحصاء المكتب المركزي للإحصاء. تقع القرية على مشارف جبل الشعرة، أحد أعلى النقاط في سلسلة جبال الساحل السوري، مبنية على جرف صخري بين واديين.

## تاريخ
كانت قرن حليه من بين القرى العلوية التي ثارت أو قاومت قوات السلطنة العثمانية في الفترة التي أعقبت الفتح العثماني لسوريا مباشرة في عام 1517. في عام 1519، سُجل أنها تضم 500 نسمة. بحلول عام 1547، لم تعد القرية في حالة تمرد وسُجل أنها دفعت 480 درهمًا أو قرشًا وتم تصنيف سكانها كجزء من اتحاد قبائل كلبية العلوية. بحلول عام 1645، تم فرض 4600 درهم من القرية، وفقًا لسجلات الضرائب.